# Blé Kouadio M’Bahia
Blé Kouadio M'Bahia, né en 1928 et mort en 2015, est un enseignant et homme politique ivoirien, ministre des Forces armées (puis de la Défense) de 1963 à 1981.

## Formation et carrière dans l'enseignement public
Né le 19 décembre 1928 dans le village de Sinzekro, dans la région du Gbêkê, Blé Kouadio M'Bahia effectue ses études primaires et secondaires au sein des écoles primaires de Séguéla et de Bouaké, puis à l'École primaire supérieure de Bingerville. Il réalise ses études supérieures à l'École normale William-Ponty de Sébikotane au Sénégal.
Débutant une carrière dans l'enseignement public comme instituteur en 1948, Blé Kouadio M'Bahia devient directeur d'école à Bouaké en 1950, avant d'être nommé directeur des écoles de l'Enseignement public en 1953. En 1956, il est détaché à Paris auprès du ministère de la France d'Outre-Mer où il est chargé d'assurer la liaison entre les étudiants ivoiriens en France et leur pays d'origine.

## Au parlement
De retour en Côte d'Ivoire en mars 1957, membre du Parti démocratique de Côte d'Ivoire (PDCI), il est élu à l'Assemblée territorial pour la circonscription de Bouaké, avant d'être élu député à l'Assemblée constituante en 1958. Il y occupe également la fonction de secrétaire du bureau. En avril 1959, il est élu député de l'Assemblée législative, dont il devient le questeur, poste qu'il occupera jusqu'à sa nomination au gouvernement.

## Au sein du gouvernement
En février 1963, le président Félix Houphouët-Boigny le nomme ministre de la Jeunesse et des Sports. En septembre de la même année, Blé Kouadio M'Bahia est nommé ministre des Forces armées, de la Jeunesse et du Service civique. Il est reconduit dans ses fonctions lors des remaniements gouvernementaux de 1966, 1968, 1970 et 1971 sous la dénomination de ministre des Forces armées et du Service civique. En 1974, son portefeuille est renommé ministère de la Défense et du Service civique ; il occupe la fonction jusqu'en 1981, lorsque Jean Konan Banny lui succède.
Blé Kouadio M'Bahia est également membre du bureau politique du PDCI de 1965 à 1980.

## Retour à l'Assemblée, dernières fonctions et mandats locaux
Élu député en novembre 1980 de la circonscription de M'Bahiakro, Blé Kouadio M'Bahia siège à l'Assemblée nationale jusqu'en décembre 1985. Il est également maire de la commune de M'bahiakro, situé à l'est de Bouaké, de 1960 jusqu'en 1985. Enfin, de 1987 à 1990, Blé Kouadio M'Bahia officie comme ambassadeur de Côte d'Ivoire en Guinée. 

## Autres activités et famille
De 1960 à 1964, Blé Kouadia M'Bahia est président du club de football Asec Mimosas. 
Depuis 1974, il est élevé au grade d'inspecteur de l'Enseignement primaire de classe exceptionnelle.
Marié depuis le 5 novembre 1955 à Rosalie née Moulod, Blé Kouadio M'Bahia est père de 11 enfants. Il meurt le 13 novembre 2015, à la Polyclinique internationale Sainte-Anne-Marie d'Abidjan ; il est inhumé dans sa commune de M'Bahiakro.